# Kesäter (äpplesort)

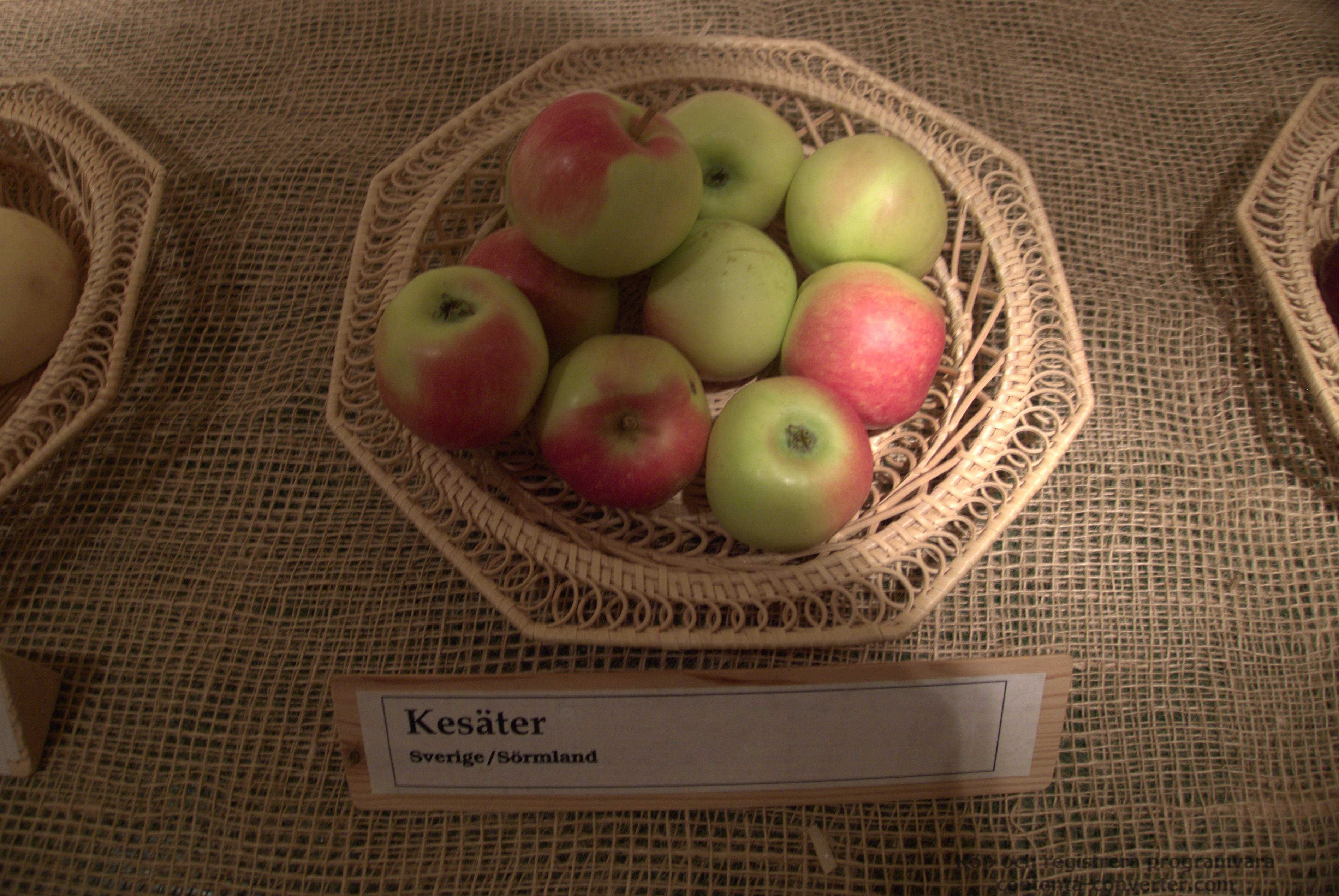
Äpplesort Kesäter

Kesätersäpple (litografi av målning av Henriette Sjöberg (1842–1915)).

Kesäter är ett litet till medelstort äpple. Det är plattrunt med låga åsar och med gul till gulgrön grundfärg och orangeröd strimmig täckfärg. Den har tjockt skal och har medeltidig blomning. Den har grund foderhåla, ofta lite rost. Skaftet är 1–2 cm. Den har vitt fast, sött, syrligt fruktkött och god kryddig arom. Äppelsorten härstammar från Kesätters gård i Södermanland, där Olof Eneroth hittade den. Sorten dröjer med att ge frukt. Den skall plockas mitten av oktober och är hållbar till mars utan att skrynkla eller tappa aromen.